# Spitfire (groupe allemand)
Pour l’article homonyme, voir Spitfire.
Spitfire (stylisé SpitFire) est un groupe allemand de hard rock, originaire de Munich.

## Histoire
SpitFire est formé début 2011 par Dick Dropkick (chant, guitare), Nikk Nitro (batterie, chant) et Johnny Jailbreak (basse, chant). Dès l'année de fondation, trois chansons sont sorties et sont disponibles en téléchargement libre sur Internet. En mars 2012, un premier EP démo appelé Kings of Rock 'n' Roll est publié, sur lequel les trois chansons démos ainsi que quatre nouvelles chansons sont publiées. L'EP sort en autoproduction et sans label.
Lors d'un concert du groupe de punk rock Serum 114 au centre culturel Backstage de Munich, le label Rookies and Kings (label de Frei.Wild, Serum 114, Mono Inc., BRDigung et Matt « Gonzo » Röhr) s'intéresse au groupe. En 2012, SpitFire y signe son premier contrat de distribution,. À la suite de cette collaboration, un EP nommé Devil's Dance est publié en novembre 2012. Dans le cadre de la sortie de l'EP,, la chanson Burn in Hell est mise à disposition en téléchargement gratuit.
En novembre également, SpitFire assure la première partie de la tournée des arènes du groupe de rock allemand Frei.Wild, où ils ont l'occasion de jouer devant plus de 100 000 spectateurs au total, entre autres dans la Westfalenhalle de Dortmund, qui affiche complet, ou dans l'o2 World de Hambourg, qui affiche complet. En janvier 2013, SpitFire donne 13 concerts en Allemagne, en Autriche et en Suisse en première partie du groupe de punk rock Betontod. Le premier album Devil's Dance sort le 19 avril 2013, et se classe à la 87e place du Top 100 des albums allemands, selon le classement de Media Control.
Le 10 avril 2015, leur deuxième album Welcome to Bone City sort et se classe à la 46e place du classement des albums allemands. En février 2021, elle annonce avoir signé un nouveau contrat d'enregistrement avec Massacre Records. Le troisième album studio Do or Die sort le 17 septembre 2021

## Style musical
SpitFire qualifie sa musique de « kickass rock 'n' roll ». Elle contient des éléments de hard rock, de rock 'n' roll, de rockabilly, de heavy metal et de punk rock. SpitFire joue avec les clichés typiques de la scène et l'ironie, tant dans ses textes que dans son attitude. 

## Discographie

### Albums studio
- 2013 : Devil’s Dance (Rookies and Kings / SPV)
- 2015 : Welcome to Bone City (Rookies and Kings / SPV)
- 2021 : Do or Die (Massacre Records)

### EP
- 2012 : Kings of Rock 'n' Roll (démo)
- 2012 : Devil’s Dance (Rookies and Kings / SPV)

### Clips
- 2013 : Devil's Dance
- 2015 : Fall from Grace
- 2015 : Take Me Home
- 2016 : Battlefield